# Savinien-Michel de Lagarrigue de Savigny
Pour les articles homonymes, voir Savinien.
Savinien-Michel de Lagarrigue de Savigny, né en 1660 à l'île Saint-Christophe, décédé en 1722, est Gouverneur de Guadeloupe par intérim de 1717 au 18 mars 1718 à la suite du décès d'Hemon Coinard de la Malmaison.

## Biographie
Troisième fils de Jean de Lagarrigue (en 1654, Capitaine de la colonie de l'île St. Christophe) et d' Elisabeth Rossignol, épousée en 1656. 
Il est Chevalier de Saint-Louis et Lieutenant du roi.
Il se marie avec Catherine Pinel dont il a cinq fils.